# Lessertia herbacea
Lessertia herbacea är en ärtväxtart som först beskrevs av Carl von Linné, och fick sitt nu gällande namn av George Claridge Druce. Lessertia herbacea ingår i släktet Lessertia och familjen ärtväxter. Inga underarter finns listade i Catalogue of Life.